# 韋伯斯特海崖
76°6′S 145°3′W / 76.100°S 145.050°W
韋伯斯特海崖（英語：Webster Bluff）是南極洲的海崖，位於瑪麗伯德地，處於菲利普斯山脈南部，長17公里，美國地質調查局根據測量和該國海軍的空中照片繪入地圖，現時由南極條約體系管理。